# 1227
Високе Середньовіччя •  Золота доба ісламу •  Реконкіста •  Хрестові походи •  Київська Русь •  Монгольська імперія

## Геополітична ситуація
На території колишньої Візантійської імперії існує кілька держав. Фрідріх II Гогенштауфен є імператором Священної Римської імперії (до 1250). У Франції править Людовик IX (до 1270).
Апеннінський півострів розділений: північ належить Священній Римській імперії, середню частину займає Папська область, більша частина півдня належить Сицилійському королівству. Деякі міста півночі: Венеція, Піза, Генуя тощо, мають статус міст-республік, частина з яких об'єднана Ломбардською лігою.
Південь Піренейського півострова в руках у маврів. Північну частину півострова займають християнські Кастилія, Леон (Астурія, Галісія), Наварра, Арагонське королівство (Арагон, Барселона) та Португалія. Генріх III є королем Англії (до 1272), а королем Данії — Вальдемар II (до 1241).
У Києві княжить Володимир Рюрикович (до 1235), у Галичі — Андрій Андрійович, на Волині — Данило Галицький, у Володимирі-на-Клязмі — Юрій Всеволодович. Новгородська республіка та Володимиро-Суздальське князівство фактично відокремилися від Русі. У Польщі період роздробленості. На чолі королівства Угорщина стоїть Андраш II (до 1235).
В Єгипті, Сирії та Палестині править династія Аюбідів, невеликі території на Близькому Сході утримують хрестоносці. У Магрибі держава Альмохадів почала розпадатися. Сельджуки окупували Малу Азію. Монгольська імперія поділена між спадкоємцями Чингісхана. У Китаї співіснують частково підкорена монголами держава чжурчженів, де править династія Цзінь та держава ханців, де править династія Сун. Делійський султанат є наймогутнішою державою Північної Індії, а на півдні Індії домінує Чола. В Японії триває період Камакура.
Цивілізація майя переживає посткласичний період. Почала зароджуватися цивілізація ацтеків.

## Події
- Мстислав Удатний перед смертю передав Галич своєму зятю угорському королевичу Андрію.
- Данило Романович приєднав до своїх володінь Луцьк.
- Новгородський князь Ярослав Всеволодович здійснив похід на землі племені ям.
- Краківський князь Лешко Білий загинув від руки вбивці на з'їзді князів із роду П'ястів. Розпочалася боротьба за Краківське князівство.
- Англійський король Генріх III оголосив себе повнолітнім і здатним до самостійного правління.
- Розпочався понтифікат Григорія IX.
- Папа Григорій IX відлучив від церкви імператора Фрідріха II, формально за зволікання з Шостим хрестовим походом, насправді через ворожнечу між імператором та Святим Престолом.
- Великі феодали Франції збунтували проти регентства Бланки Кастильської над малолітнім Людовиком IX.
- Данія втратила контроль над німецьким узбережжям Балтійського моря.
- Чингісхан помер під час облоги столиці тангутів Нінся. Через кілька днів монголи взяли місто й винищили всіх жителів. Західна Ся припинила існування.
- Після смерті Чингісхана Монгольську імперію розділили між собою його чотири сини: Джучі, Чагатай, Угедей та Толуй.
- Помер син Чингісхана Джучі, й землі на захід від річки Іртиш отримав у спадок Батий.
- Японський чернець Доґен повернувся з Китаю і заснував секту Сото.
- Битва під Борнхефедом — спір між Данією і коаліцією німецьких князів, єпископів і вільних міст з приводу земель між Ельбою і Айдером, нині — частина федеральної землі Шлезвіг-Гольштейн.

## Померли
- 18 серпня — під час військового походу в Китай на 65-у році життя помер великий монгольський полководець і завойовник Чингісхан.